# Vide sanitaire

Schéma d'une habitation :
1 = jardin
2 = vide sanitaire
3 = rez-de-chaussée
4 = 1er étage
5 = grenier (2e étage)

Un vide sanitaire, également appelé en France métropolitaine espace visitable en zone termitée ou vide ventilé en Belgique, est un espace accessible ou non, situé entre le sol et le premier plancher du bâtiment. On parle alors de « plancher VS », pour désigner précisément ce premier plancher posé au-dessus du sol.
De quelques dizaines de centimètres de hauteur jusqu'à moins de 1,80 mètre, pour ne pas être considéré comme une surface aménageable, il fait office d’espace tampon entre le sol et le premier plancher du bâtiment. Il est dit « non accessible normalement »[réf. nécessaire].
La présence d’un vide sanitaire dans une construction affranchit cet ouvrage de tout désordre lié à l’humidité latente du sol, à la présence de nappe phréatique, à l’inondabilité, à d’éventuels mouvements du sol ainsi qu'à la présence de radon. Il permet également de déceler la présence de termites.
Il apporte à l’ouvrage la salubrité d’un espace tampon, toujours tempéré (≈10 °C) tout au long de l’année, dont le volume d’air, constamment renouvelé grâce à l'aération, assure la salubrité d’une zone capitale pour la pérennité de la construction en autorisant de plus l’accessibilité aux équipements placés en sous face du plancher pour réaliser de la maintenance ou des aménagements.

## Caractéristiques techniques d’un vide sanitaire

### Hauteur réglementaire
La hauteur réglementaire est déterminée par « l’homme de l’art » en fonction de la nature du sol, de son hétérogénéité, de sa déclivité, de l’éventuelle présence de nappe phréatique, de son inondabilité, de l’accessibilité souhaitée en fonction des réseaux installés. Elles sont souvent des multiples de hauteurs de blocs béton constituant les murs périphériques de soubassement.
La finalité d’un vide sanitaire est d’être accessible et donc que cet accès doit être possible et suffisamment dimensionné pour permettre un accès aisé à une personne. 
Il faut distinguer également les bâtiments d’habitation des bâtiments recevant du public. Dans les premiers, un vide sanitaire est raisonnablement considéré comme accessible s'il possède une hauteur supérieur à 60 cm et s'il possède une trappe d'accès. Dans le cas particulier de l’utilisation de gaz comme énergie, le passage d'une tuyauterie de gaz en vide sanitaire accessible et ventilé est autorisé sous réserve que celui-ci soit exempt de tous dépôts de matières ou matériels combustibles. L'accessibilité peut se limiter au passage de même hauteur (0,60 m) sur le parcours de la tuyauterie ainsi qu'entre ce parcours et la trappe d'accès. 
En revanche, dans le cas des établissements recevant du public, l'accessibilité doit respecter une hauteur libre de 1,30 m minimum sur le parcours de la tuyauterie, ainsi qu'entre ce parcours et la trappe d'accès.
En zones inondables, la surface des planchers habitables doit être calée au minimum à 0,80 m au-dessus du terrain naturel, ou à 50 cm au-dessus du niveau historique de l’eau.
Tous ces paramètres spécifiques doivent être pris en compte régionalement par le maître d’ouvrage, ou le constructeur, en relation avec le bureau d’étude structure pour tenir compte du plan de prévention des risques consultable en mairie.

### Accès
L’accès au vide sanitaire n’est pas obligatoire réglementairement, mais indispensable pour d’éventuelles réparations des canalisations, de l’entretien ou des aménagements. Des « trous d’homme » auront été ménagés dans les refends pour rendre accessibles les différents volumes en sous-face du plancher. 
Le vide sanitaire ne fait pas partie du volume habitable du bâtiment, il est en général d'une hauteur inférieure à 1,80 m. Il est dit non accessible normalement. Son accès peut être rendu plus ou moins aisé (DTU 65.10 : surface minimale d'accès de la trappe de visite : 0,60 m2, la plus petite dimension étant au moins égale à 0,60 m).
Cette trappe d'accès doit être ajustée à son tableau. Elle peut être pleine ou ajourée selon qu'elle participe ou non à la ventilation souhaitée, elle doit être aussi « verrouillable » pour des questions de sécurité, afin d'en interdire l'accès.

### Ventilation
La ventilation du vide sanitaire doit répondre à quatre exigences majeures, non plus seulement en fonction du type de plancher qui le constitue et de l’humidité apparente du sol qui le porte, mais surtout pour la pérennité de l’ouvrage dont il est le support et la santé des personnes qui l’occupent. Ces quatre exigences sont les suivantes : 
- La durabilité, l'hygiène et la salubrité ;
- La thermique ;
- L'utilisation du gaz comme source d'énergie principale ou secondaire ;
- La fonction anti-radon, pour les zones concernées (31 départements concernés en France métropolitaine)[5] ;

Pour 100 m2 de surface au sol de vide sanitaire, les surfaces de ventilation qu'il faut réaliser pour répondre à ces exigences sont les suivantes :  
- Pour la durabilité : ≥ 500 cm2
- Pour la thermique : de 500 à 1 500 cm2 (thermicien)
- Pour le gaz : ≥ 500 cm2
- Contre l'accumulation de radon : de 1 042 à 3 472 cm2 et /ou extraction/insufflation.[réf. nécessaire]

Dans le cas particulier d'une maison individuelle qui utiliserait le gaz comme source d'énergie principale ou secondaire, le DTU 61.1 (P45-204/INS d'avril 1982) donne comme instruction relative aux aménagements généraux (sept.2003), que l'amenée d'air indirecte doit satisfaire à certaines dispositions, notamment que l'air extérieur peut transiter par un vide sanitaire ventilé, celui-ci étant alors considéré comme un local. 

### Facultatif ou obligatoire
Un vide sanitaire est obligatoire dans certains cas :
- Dans le cas de sols argileux, sujets aux gonflements, dilatations, retraits…
- Dans le cas de terrains
  - En pente avec des risques de déplacement de construction, pente > 4 %
  - Constitués de remblais
  - En banquette avec risques de tassements différentiels
  - En cuvette qui recevraient les eaux de ruissellement
  - Hétérogènes avec là-aussi des risques de tassement différentiels
- Si le maître d’ouvrage souhaite bénéficier de la garantie amenée par des produits industriels certifiés, sous avis technique du CSTB[6].

## Planchers adaptés

### Solution la plus économique
La solution la plus économique pour aménager un vide sanitaire est un plancher réalisé à partir de poutrelles préfabriquées en béton, associées à des entrevous polystyrène à languette. La performance de ce type de plancher est matérialisée par la valeur de Up (W/m²K) indiquée sur les entrevous ou leur conditionnement. Plus le Up d'une paroi est bas plus la performance thermique de cette paroi est importante. C'est essentiellement l'épaisseur de la languette passant sous la poutrelle qui détermine ce niveau de performance en limitant le pont thermique à cet endroit.

### Meilleur ratio coût/performance
Cette solution consiste elle aussi en un plancher à poutrelles préfabriquées en béton associées à des entrevous polystyrène à languette, mais auxquels on ajoute des rupteurs de ponts thermiques longitudinaux et transversaux. C'est ce qui se fait de mieux en termes d'innovation technique et de performance réglementaire. Cette solution offre un excellent compromis entre l'épaisseur de la languette de l'entrevous et la performance thermique globale du plancher ainsi mis en œuvre.

### Solution pour le chauffage par le sol
En cas de chauffage par le sol, le plus indiqué est un plancher à  poutrelles préfabriquées en béton et associées à des entrevous non isolants. Le niveau de performance thermique dépend, dès lors, directement de l'épaisseur et de la nature de l'isolant mis en œuvre sous la dalle flottante. La performance de ce type de plancher est matérialisée par la valeur de R (m²K/W) indiquée sur les produits isolants (souvent des plaques) ou leur conditionnement. Plus le R est élevé, plus la performance est importante. Cette solution a l'avantage de couper une très grosse partie des ponts thermiques générés par les différentes jonctions plancher/murs, comme le ferait une ITE (isolation thermique par l'extérieur) pour une façade.

### Meilleure performance
Les meilleurs résultats sont obtenus avec un plancher « duo ». Il est réalisé à partir de poutrelles préfabriquées en béton associées, de nouveau à des entrevous polystyrène à languette, mais cette fois-ci également à une dalle flottante, coulée sur un isolant uniformément réparti. Comme dans la solution précédente, le niveau de performance thermique global du plancher réalisé, dépendra aussi, mais pour une moindre part dans ce cas, de l'épaisseur et de la nature de l'isolant mis en œuvre sous la dalle flottante.
La performance de ce type de plancher est matérialisée par la valeur de Up (W/m²K) indiquée sur les entrevous ou leur conditionnement, associée à la valeur de R (m²K/W) indiquée sur les produits isolants (souvent des plaques) ou leur conditionnement.

## Étapes de construction

### Préparation et fondations
Après le décapage de la terre végétale qui sera réservée et utilisée pour des aménagements futurs, la première opération consiste à implanter la construction. En fonction de l'étude du sol, le système de fondation a été décidé. Les sections béton et les diamètres des armatures ont été dimensionnés.
Le creusement des fouilles, dans le cas le plus courant de fondations dites superficielles, sera réalisé à une profondeur correspondant au bon sol et au minima, à la côte hors-gel qui dépend de la nature du sol, de la région et de l'altitude.

### Armatures préfabriquées
Un béton de propreté est déversé en fond de fouille entre  5 et 10 cm d'épaisseur pour garantir un enrobage correct des armatures de fondations en semelles filantes. Béton faiblement dosé à 150 kg/m3. Les armatures préfabriquées sont disposées dans les fouilles en longueurs droites.
Toutes les jonctions d'angles sont traitées soit par des U de jonction soit par des équerres, en nombre suffisant pour assurer les recouvrements réglementaires. Les jonctions longitudinales sont assurées par des barres droites, de même diamètre que les filants des chaînages de fondation, la longueur droite de recouvrement étant de l'ordre de 50 fois le diamètre de la barre.
Toutes ces armatures de jonction sont ligaturées aux filants des semelles afin de garantir le maintien de l'armature à sa place, lors de l'arrivée de la vague de béton.
Dans tous les angles de la construction et aux décrochements éventuels, sont disposés des chaînages verticaux, ancrés dans les semelles par les mêmes jonctions et qui seront également ligaturés.

### Coulage des semelles ou au coulage en pleine fouille
Le montage des murs du vide sanitaire est réalisé en maçonnant au mortier des blocs creux sur une hauteur suffisante répondant aux critères techniques du vide sanitaire : bonne accessibilité de l'espace ainsi réalisé, inondation, niveau à respecter.
La trappe d'accès sera réalisée dans la hauteur du mur de soubassement sur une des façades, à moins qu'elle ne soit prévue à l'intérieur de l'habitation. Des trous d'homme sont réalisés dans les murs de refend.
Sur le dernier rang de blocs, il est réalisé une arase étanche, pour fixer la bonne altitude du plancher et stopper d'éventuelles remontées capillaires. Cette coupure de capillarité est réalisée soit en mortier hydrofuge richement dosé, en toutes zones mais spécialement en zone sismique, soit en mortier classique sur lequel on collera un feutre bitumineux dans les zones non concernées par le séisme.

### Pose des poutrelles du plancher[8]
Il est interdit de circuler sur des poutrelles de plancher si celles-ci ne sont pas étayées, à moins qu'elles n'aient été calculées "sans étai".
Il est facile, en vide sanitaire à hauteur d'homme, de disposer les poutrelles scrupuleusement selon le calepinage du plan de préconisation de pose et d'installer les files d'étais, sans avoir à circuler sur les poutrelles. Elles sont placées rigoureusement à l'entraxe et reposent de quelques centimètres sur les murs.

### Pose des entrevous
On remplit les travées et on découpe soigneusement les démodulés dans les deux sens porteur et répartition. Il est temps de placer les chaînages périphériques et intermédiaires, sceller les planelles de rives et commencer le ferraillage du plancher.
Les panneaux de treillis soudé sont disposés sur les entrevous, des distanciers seraient les bienvenus pour garantir l'enrobage, 3 soudures ou deux mailles de recouvrements de plaques dans le sens porteur et 2 soudures ou une maille dans le sens répartition (3 mailles ou 4 soudures en zone sismique).
De place en place, on ligature les plaques de treillis soudé entre elles et aux chaînages pour des questions de sécurité.
Mise en place des chapeaux, sur le treillis soudé :
- Chapeaux en crosses pour les rives parallèles aux poutrelles, qui vont assurer le recouvrement du treillis soudé en zone sismique ;
- Chapeaux en crosses à l'about des poutrelles de façon classique ;
- Chapeaux en barres droites pour assurer les continuités entre les travées dont les poutrelles sont dans le prolongement l'une de l'autre

On ligaturera également les chapeaux au treillis soudé pour éviter qu'ils ne soient emportés par le coulage du béton de la dalle.
On vérifie les altitudes pour s'assurer que l'épaisseur de dalle prévue sur le plan de préconisation de pose sera bien respectée et que toutes les armatures seront correctement enrobées.

## Cas particuliers

### Vide sanitaire en zone sismique
La mise en œuvre d’un vide sanitaire en zone sismique s’effectue sans conditions particulières, si ce n'est le respect classique des prescriptions de mise en œuvre définies dans la norme NF P 06-014 de mars 1995 – dites Règles PS-MI 89 révisées 92 – toujours en vigueur.
Les efforts engendrés par le séisme ont pour origine l’accélération des masses de l’ouvrage. Dans le plan horizontal, ce sont les planchers qui jouent le rôle déterminant de diaphragmes rigides indéformables en transmettant les efforts engendrés, par l’intermédiaire des chaînages, jusqu’aux fondations.
C’est uniquement grâce aux liaisons avec ces chaînages périphériques et au monolithisme amené par les poutrelles des différents niveaux de planchers, que le fonctionnement en diaphragme pourra s’établir et garantir un parfait équilibre de la structure.
De cette façon le bâtiment va rester intègre le plus longtemps possible pour permettre à ses occupants de l’évacuer en toute sécurité.

### Vide sanitaire et gaz radon
Le gaz radon est l'un des gaz les plus lourds, environ 8 fois la densité de l'air. Il est issu de la chaîne de décomposition de l'uranium et du radium et il est présent dans la plupart des roches. C'est un gaz rare, radioactif, incolore et inodore d'origine naturelle. Il vient principalement du sol, entre dans le bâtiment par les fissures et se déplace à travers le milieu poreux des matériaux. Il est partout présent dans l'atmosphère, et est donc inhalé. Deux principes simples pour diminuer le radon dans les bâtiments :
- Diluer la concentration de radon dans les locaux habités en utilisant la ventilation du vide sanitaire
- Empêcher le radon d'y pénétrer en « emmaillotant » le sol et les murs du vide sanitaire à l’aide de revêtements plastiques étanches, posés sur le sol et parfaitement adhérents aux murs. La mise en œuvre de cette solution reste coûteuse et difficile.

Pour garantir une dilution efficace du radon il faut simplement ventiler le vide sanitaire. Selon la concentration mesurée du gaz, il est nécessaire de prévoir un renouvellement d'air, par mètre carré de surface au sol qui peut aller de 1,5 à 5 m3/h. Pour assurer la fonction anti-radon, sur une maison de 100 m2, il faut réaliser une ventilation naturelle importante dont l’efficacité reste directement liée aux conditions climatiques du site, à l’exposition de la construction et notamment à la force du vent au niveau du sol.
- S ≥ 3 472 cm2 pour 5 m3/h de volume d’air à renouveler
- S ≥ 1 042 cm2 pour 1,5 m3/h de volume d’air à renouveler

Il faut bien prendre soin de ne laisser aucune zone morte qui ne serait pas ventilée.
Cette obligation anti-radon, étant donné l’importance de la section de ventilation nécessaire (dans l’hypothèse d’une ventilation naturelle), sera plus judicieusement traitée par le simple dimensionnement d’un ventilateur d’extraction ou d’insufflation.